# San Jose Earthquakes
San Jose Earthquakes je američki nogometni klub. Dva puta je osvajao MLS, 2001. i 2003. godine. 